# Îles Tokara
Les îles Tokara (吐噶喇列島/トカラ列島, Tokara rettō, littéralement « chaine d'îles Tokara ») sont un groupe d’îles volcaniques de la mer de Chine orientale situé au sud-ouest du Japon. Les îles font partie de l'archipel Satsunan, avec les îles Amami au sud et l'archipel Ōsumi au nord, et sont aussi incluses dans l'archipel Nansei. Cet archipel est situé entre Kyūshū et l'île Okinawa, la grande île de l'archipel Okinawa.

## Étymologie
« Tokara » pourrait venir du mot tohara signifiant « océan » dans les régions d'Okinawa et d'Amami, ou du mot aïnou tokap, « poitrine ». Le nom de l'archipel pourrait aussi dériver du nom de l'une de ses îles, Takara, qui signifie « trésor ».

## Géographie
Tokara est composé de sept îles habitées, du nord au sud :
- Kuchino-shima (口之島?),
- Nakano-shima (中之島?),
- Suwanose-jima (諏訪之瀬島?),
- Taira-jima (平島?) à l'ouest,
- Akuseki-jima (悪石島?),
- Kotakara-jima (小宝島?),
- Takara-jima (宝島?).

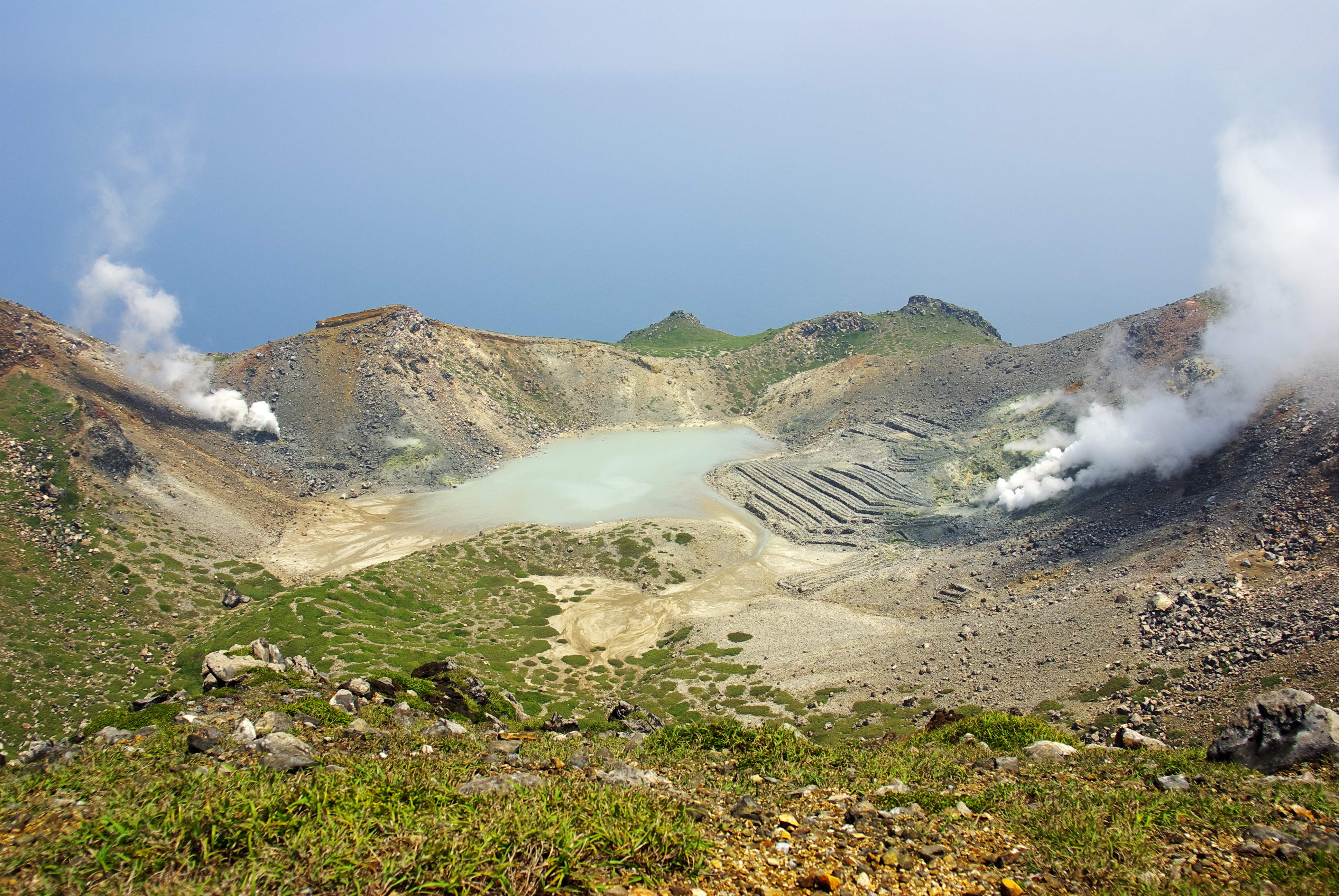
Le cratère du volcan Otake de Nakano-shima.

On trouve par ailleurs plusieurs îles inhabitées, les principales étant Gaja-jima, Kogaja-jima, Kojima, Kaminone-jima et Yokoate-jima.
Ces îles font partie de la préfecture de Kagoshima. Elles forment la moitié du district de Kagoshima (鹿児島郡, Kagoshima-gun) avec le village de Toshima (十島村, Toshima-mura) : 579 habitants en 2010. L'autre moitié du district forme le village de Mishima (三島村, Mishima-mura) sur les îles Kuro-shima, Iō-jima et Take-shima de l'archipel Ōsumi.

## Histoire
Les îles sont affectées par deux essaims de séismes en 2021 et en 2025,.

## Culture
Les habitants de l'archipel vivent de la pêche, de l’élevage, de l’agriculture et du passage d’environ 10 000 touristes ; l’eau potable y est limitée. Cet archipel méconnu a accédé à une certaine notoriété en étant un des meilleurs points d’observation de l’éclipse solaire du 22 juillet 2009.
Les îles sont reliées deux fois par semaine à Kyūshū par un ferry.
On trouve sur ces îles le poney de Tokara.